# Prova schiacciante (film 1991)
Prova schiacciante (Shattered) è un film del 1991 diretto da Wolfgang Petersen, tratto dal romanzo di Richard Neely, L'incubo di plastica.

## Trama
Dan ha perso la memoria in seguito a un incidente stradale che l'ha anche orribilmente sfigurato e per questo il suo volto è stato ricostruito con la chirurgia plastica. Grazie a dei flashbacks ricorda d'avere scoperto che la moglie Judith lo tradiva e di avere ingaggiato un investigatore privato proprio per pedinarla. Nei suoi flashbacks appaiono anche un vetro frantumato e una pistola, ma non riesce a comprenderne il significato.
Dan scopre d'avere avuto a sua volta una relazione con Jenny, moglie del suo socio in affari, la quale gli conferma la tresca tra Stanton e Judith. Stanton si rifà vivo e fissa un appuntamento con Judith via fax. Giunto a conoscenza di questo fatto, l'investigatore privato contatta Dan e insieme si recano sul luogo dell'appuntamento dei due amanti ove vedono Stanton allontanarsi a bordo della sua Porsche; decidono di inseguirlo in auto ma vengono seminati: all'improvviso Stanton spara alle loro spalle e riesce poi a fuggire. Giunto a casa, Dan vede la moglie tornare con la Porsche di Stanton, travestita da Stanton stesso. La donna rivela a Dan che Stanton è morto, che ha ucciso lui Stanton e lei ha cercato di aiutarlo. Decidono quindi di fuggire insieme in Messico. Nel frattempo Jenny chiama Dan, il quale giunto da lei scopre che è stata assassinata. Sopraggiunge anche l'investigatore Klein che sospetta subito di Dan ma poi, convinto da questi, che gli ha raccontato l'incredibile storia sentita poco prima da Judith, si reca nel posto in cui i due avrebbero occultato il cadavere di Stanton.
Ecco che qui Dan ha l'orribile sensazione di scorgere nel cadavere il proprio volto. Capisce allora che lui stesso è in realtà Jack Stanton e i suoi ricordi riaffiorano alla mente: è stata Judith a uccidere il marito; Stanton, giunto subito dopo il delitto, dopo avere invano cercato di persuaderla a chiamare la polizia, l'ha aiutata a occultare il cadavere, immergendolo nella formaldeide, scambiata erroneamente per acido: poi, con Judith alla guida, hanno avuto l'incidente che ha fatto perdere la memoria all'uomo e Judith ha pensato bene di fargli ricostruire il volto assegnandogli le sembianze del marito. Ma a questo punto sopraggiunge Judith che spara a Klein e sequestra Stanton: la donna gli confessa di aver ucciso Jenny (poiché aveva scoperto tutto). L'uomo vorrebbe indurla a costituirsi; i due discutono in auto con alla guida Judith che nell'impeto perde il controllo dell'auto cadendo in una rupe, ma Stanton è riuscito a salvarsi essendo stato sbalzato fuori dall'auto prima dello schianto.